# Pig Island
Ne doit pas être confondu avec Pig Beach.
Pig Island (Pig Island) est un roman policier britannique écrit par Mo Hayder en 2006. Il est publié en français en 2007 aux Presses de la Cité et connaît une réédition chez Pocket l'année suivante.

## Résumé
Pig Island est une petite île située sur la côte occidentale de l'Écosse où vit une secte, le Ministère de la cure psychogénique, dont les membres sont censés être des adorateurs du diable. Une autre histoire circule à propos de cette île, celle d'un monstre ayant une longue queue qui y vivrait et qui a été filmé par un touriste il y a deux ans. Le journaliste Joe Oakes est choisi pour faire un reportage sur les membres de cette communauté. Oakes a un autre but plus caché: il veut tuer le mythe du monstre de l'île.
Malachi Dove était le fondateur et le chef de la secte mais il a disparu depuis quelques années. C'est donc celui qui lui a succédé, Blake Frandenburgh, qui l'accueille dans l'île. Il faut dire que Oakes connait Dove depuis vingt ans. Il avait alors enquêté sur lui et mis à jour ses manigances de fausses guérisons. Dove avait alors juré de se venger. Mais il ne semble pas que les membres de la secte aient reconnu Oakes et il est bien accueilli. Blake lui fait visiter la communauté et il fait la connaissance de Sovereign Garrick, la fille adolescente du trésorier de la secte. Oakes apprend que l'île a été divisée en deux et qu'il n'a pas le droit d'aller de l'autre côté. Malachi Dove y vit depuis vingt ans. Il s'était alors marié et avait eu un enfant mort-né. Sa femme, après avoir accouché, n'a pas voulu revenir à Pig Island. Dépressif, il a quitté la communauté et vit désormais seul.
Sovereign emmène Oakes à la limite du territoire de Malachi séparé de celui de la communauté par une barrière. Ils aperçoivent une espèce de queue entre les branchages. Sovereign croit qu'il s'agit d'une fausse queue imaginée par Dove mais Oakes n'en est pas si sûr. Celui-ci y retourne le soir mais il est agressé par Malachi Dove. Lorsqu'ils le trouvent, les membres de la secte l'évacuent sur la côte.
Oakes décide cependant de retourner dans l'île une semaine plus tard. Il y découvre les membres de la communauté massacrés. Pas un n'a survécu. Malachi a disparu... mais le monstre est toujours là. Il s'agit d'une jeune fille dont la queue est une troisième jambe flasque et inerte. Elle est la fille de Malachi. Oakes retourne à terre avec elle, rejoint sa femme, avertit la police. Dove est toujours dangereux et il le sait. Il l'a menacé et la découverte de la chaloupe de la secte sur la côte écossaise montre qu'il a quitté l'île. Il a massacré les habitants de Pig Island et Oakes croit qu'il s'en prendra à lui. Il s'installe dans une planque surveillée par la police avec sa femme et Angeline, la fille de Malachi. Oakes se croit en sécurité mais, en revenant d'une balade, il découvre que sa femme a été violemment agressée, brûlée au troisième degré, à la suite d'une dispute avec Angeline. Oakes est sûr que Dove a réussi à pénétrer dans la maison malgré la surveillance de la police. La femme de Oakes est toujours vivante mais meurt quelques jours plus tard. Oakes lui-même reçoit une lettre de Dove le narguant.
Quatre mois plus tard, Oakes est retourné vivre à Londres avec Angeline, qui reste chez lui pour le moment. Dove n'a pas été retrouvé mais lui termine un livre sur ce qui s'est passé sur Pig Island. Un corps pendu dans une forêt au sud de l'Écosse est retrouvé. Oakes et Angeline vont à la morgue pour l'identification. Pour Angeline, il s'agit bien de son père mais, plus tard, l'ADN démontre que ce n'est pas lui. Bientôt, Oakes reçoit la visite du détective Danso, qui lui déclare que Malachi Dove a été retrouvé mort sur Pig Island et qu'il a été tué une semaine avant le massacre des membres de la secte. Joe Oakes est en état d'arrestation et accusé d'avoir assassiné Malachi Dove, les membres de la secte et sa femme. Il comprend alors qu'il a été dupé par Angeline.

## Personnages principaux
- Joe Oakes : journaliste né à Liverpool. Enquête sur les faits de Pig Island.
- Lexie Oakes : femme du précédent.
- Malachi Dove : fondateur du Ministère de la cure psychogénique. A longtemps joué les prêcheurs et les faux guérisseurs à travers les États-Unis. Puis il achète Pig Island en Écosse et s'y établit avec les membres de sa secte.
- Blake Frandenburgh : membre du Ministère de la cure psychogénique, il a un peu succédé à Malachi Dove comme chef. C'est lui qui accueille Joe Oakes dans l'île.
- Benjamin Garrick : trésorier de la secte.
- Sovereign Garrick : fille adolescente du précédent. Elle veut quitter l'île aussitôt qu'elle aura ses 18 ans.
- Angeline Dove : fille de Malachi. 19 ans. Elle a une troisième jambe inerte qu'on peut prendre de loin pour une queue. Son père l'a gardée et l'a cachée pendant vingt ans. Joe Oakes la prend sous son aile après son départ de l'île.
- Peter Danso : enquêteur de police en Écosse.
- Callum Struthers : sergent de police écossais.
- Finn : cousin de Joe Oakes. Sa mère est morte à la suite des « soins » de Malachi Dove.

## Édition française
- Mo Hayder, Pig Island, Paris, Presses de la Cité, coll. « Sang d'encre », 2007. 389 p.